# Kane Kosugi
Kane Takeshi Kosugi (Los Angeles, 11 ottobre 1974) è un attore statunitense.
Ha origini cinesi da parte della madre e giapponesi da parte del padre, che è l'attore e artista marziale Shō Kosugi.

## Filmografia parziale

### Cinema
- Ninja la furia umana (Revenge of the Ninja), regia di Sam Firstenberg (1983)
- Pray for Death, regia di Gordon Hessler (1985)
- Aquila nera (Black Eagle), regia di Eric Karson (1988)
- Cat's Eye, regia di Kaizo Hayashi (1997)
- Senza nome e senza regole (我是誰), regia di Jackie Chan e Benny Chan (1998)
- Muscle Heat (マッスルヒート), regia di Ten Shimoyama (2002)
- Gojira - Final Wars (ゴジラ FINAL WARS), regia di Ryūhei Kitamura (2004)
- DOA: Dead or Alive, regia di Corey Yuen (2006) – Ryu Hayabusa
- Rogue - Il solitario (War), regia di Philip G. Atwell (2007)
- Cai li fu (蔡李佛), regia di Tony Law e Sam Wong (2011)
- Ninja: Shadow of a Tear, regia di Isaac Florentine (2013)
- Tekken 2: Kazuya's Revenge, regia di Wit Kaosainan (2014) – Kazuya Mishima
- Zero Tolerance, regia di Wit Kaosainan (2015)

### Televisione
- Ultraman: The Ultimate Hero - 13 episodi (1993-1994)
- Ninja sentai Kakurenjâ - 53 episodi (1994-1995)
- The toppa fairu - 8 episodi (2019-2021)